# Ewout van der Knaap
Ernst Wouter „Ewout“ van der Knaap (* 31. März 1965 in Oldebroek, Niederlande) ist ein niederländischer Germanist und Literaturwissenschaftler. Er ist Professor für deutschsprachige Literatur und Kultur an der Universität Utrecht (Niederlande).

## Leben
Ewout van der Knaap studierte in Utrecht, Freiburg und Kiel. Er wurde 1996 mit einer Arbeit zu Ernst Meisters Hölderlin- und Celan-Lektüre zum Dr. phil. promoviert. Seit 1995 ist er an der Universität Utrecht tätig, wo er seit 1. September 2020 den Lehrstuhl für deutschsprachige Literatur und Kultur innehat.
Seine Forschungsschwerpunkte sind Literaturwissenschaft, Erinnerungskultur und Literaturdidaktik. Er setzt sich für die Stärkung des Deutschunterrichts an niederländischen Sekundarschulen ein und erforscht die literarische Lesekompetenz im Fremdsprachenunterricht. Er stellt dafür u. a. einen Lesekatalog für Deutsch als Fremdsprache (Lezen voor de lijst) zusammen.
Ewout van der Knaap ist seit 2019 Träger des Österreichischen Ehrenkreuzes für Wissenschaft und Kunst. 2024 wurde er mit dem Bundesverdienstkreuz am Bande ausgezeichnet.

## Schriften (Auswahl)
- Das Gespräch der Dichter. Ernst Meisters Hölderlin- und Celan-Lektüre. Frankfurt am Main u. a. 1996, ISBN 978-3631304617.
- De verbeelding van nacht en nevel. Nuit et Brouillard in Nederland en Duitsland. Groningen 2001, ISBN 978-9065540621.
- Uncovering the Holocaust: The International reception of Night and Fog. London/New York 2006, ISBN 978-1904764649.
- »Nacht und Nebel«. Gedächtnis des Holocaust und internationale Wirkungsgeschichte. Göttingen 2008, ISBN 978-3835303591.
- Literatuur en film in het vreemdetalenonderwijs. Bussum 2019, ISBN 978-9046906774.
- Robert Menasse, TEXT + KRITIK, H. 234. Göttingen 2022, ISBN 978-3967076332.
- Literaturdidaktik im Sprachenunterricht. Stuttgart 2023, ISBN 978-3825260224.